# Mompha engelella
Mompha engelella é uma espécie de mariposa do gênero Mompha pertencente à família Coleophoridae.